# Susanna M. Salter
Susanna Madora «Dora» Salter (Belmont, 2 de marzo de 1860-Norman, 17 de marzo de 1961) fue una política y activista estadounidense. Se desempeñó como alcaldesa de Argonia, Kansas y se convirtió en la primera mujer elegida como alcalde y para cualquier cargo político en los Estados Unidos.

## Primeros años
Nació cerca de la Comunidad no incorporada de Lamira en el municipio de Smith en Ohio, era la hija de Oliver Kinsey y Terissa Ann White Kinsey descendientes de cuáqueros, colonos de Inglaterra. A los 12 años, se mudó a Kansas con sus padres. Ocho años más tarde, entró en la Universidad Agrícola de Kansas State (actual Universidad Estatal de Kansas) en Manhattan, Kansas y cursó su primer año después de haber tomado cursos de nivel universitario en la escuela secundaria, pero se vio obligada a abandonarla a seis semanas de la graduación debido a una enfermedad.  Mientras estudiaba conoció a Lewis Allison Salter, un abogado hijo del exvicegobernador de Kansas Melville J. Salter. Se casaron poco después y se mudaron a Argonia, donde fue activa en el local de la Unión Cristiana de Mujeres por la Templanza y del Partido de la Prohibición, y se familiarizaron con la nacionalmente conocida activista de la templanza Carrie Nation.
En 1883 dio a luz a su primer hijo nacido en Argonia, Francis Argonia Salter. Lewis y Susanna Salter tuvieron un total de nueve hijos, uno de los cuales nació durante su mandato como alcalde y murió en la infancia. Después de la incorporación de la ciudad, en 1885, su padre y su marido fueron elegidos como el primer alcalde y secretario municipal de la ciudad respectivamente.

## Primera alcaldesa

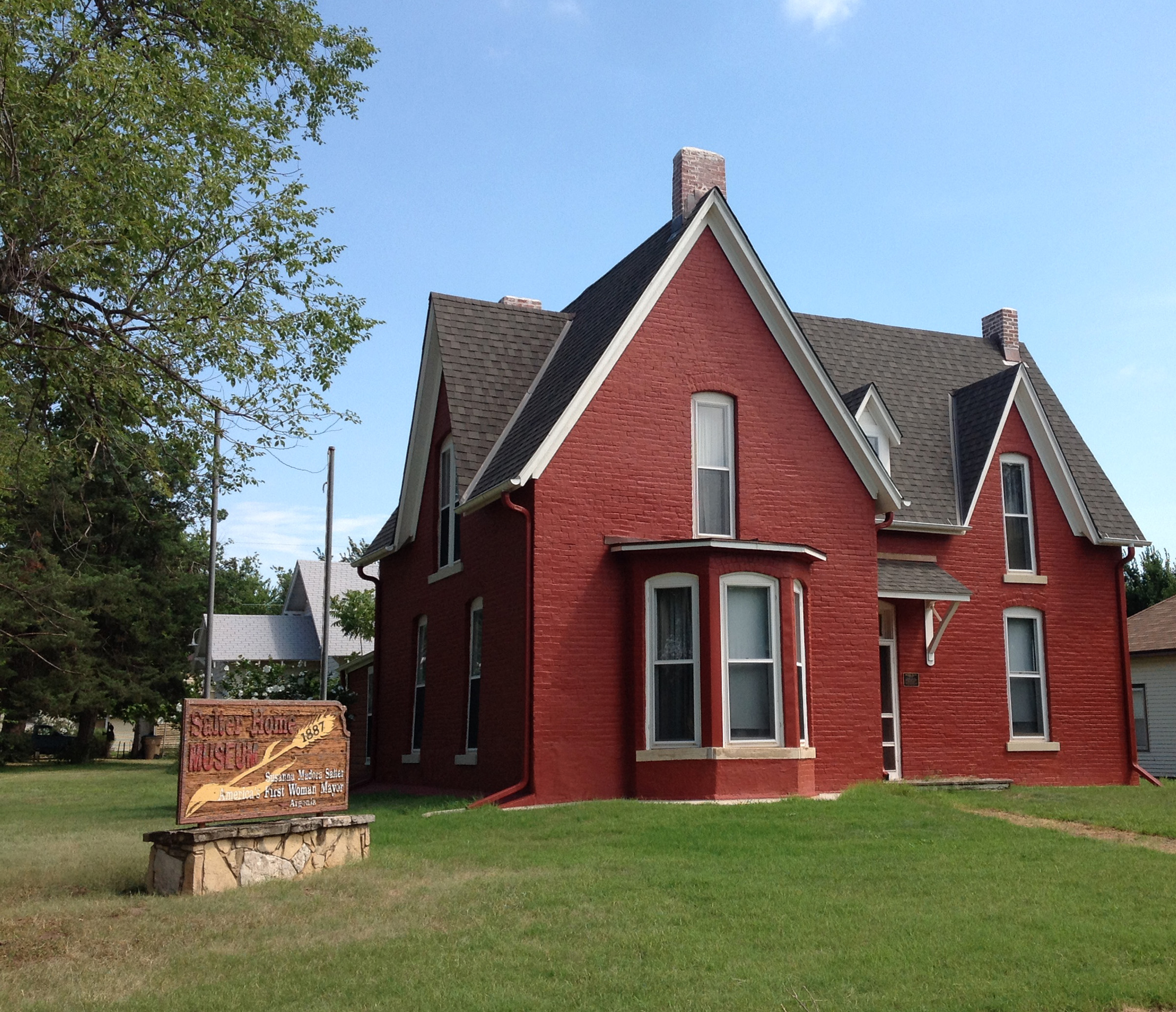
La casa de Susanna Salter en Argonia, Kansas

Salter fue elegida alcaldesa de Argonia el 4 de abril de 1887.  Su elección fue una sorpresa porque su nombre había sido colocado en la lista de candidatos como una broma de un grupo de hombres que estaban en contra de la participación de las mujeres en la política, con la esperanza de que la pérdida de las elecciones humillaría a las mujeres y las desanimaría a postularse. Debido a que los candidatos no tenían que hacerse públicos antes del día de las elecciones, la propia Salter no sabía que estaba en la papeleta hasta que se abrieron las urnas. Cuando, el mismo día de las elecciones, ella confirmó que aceptaría el cargo en caso de ser elegida, la Unión Cristiana de Mujeres por la Templanza abandonó a su propio candidato preferido y votaron por Salter en masa. Además, el presidente local del Partido Republicano envió una delegación a su casa y confirmó que ella se presentaba y los republicanos acordaron votar por ella, ayudando a asegurar su elección por una mayoría de dos tercios.
Aunque su mandato no fue accidentado, su elección generó interés nacional en la prensa, lo que provocó un debate sobre la viabilidad de que otros pueblos siguieran el ejemplo de Argonia, que iba desde las objeciones a la "regla enaguas" a una actitud de "esperar y ver qué pasa".
Una de las primeras reuniones del consejo de la ciudad que presidió la recién elegida Salter, contó con la presencia de un corresponsal del New York Sun. Escribió su artículo, describiendo el vestido y el sombrero de la alcaldesa, y señalando que presidió la sesión con gran decoro. Señaló que en varias ocasiones ella señaló discusiones irrelevantes, demostrando que era una buena parlamentaria. Otra información se extendió a periódicos tan lejanos como Suecia y Sudáfrica.
Después de sólo un año en el cargo, no quiso presentarse a la reelección. Como compensación por su servicio, le pagaron un dólar.
La casa en la que vivió durante su mandato como alcalde esta en el Registro Nacional de Lugares Históricos desde septiembre de 1971.

## Últimos años
Tras su mandato como alcalde, Salter y su familia siguieron viviendo en Argonia, hasta 1893, cuando su esposo adquirió la tierra en la Franja de Cherokee en Alva, Oklahoma. Diez años más tarde, se trasladaron a Augusta, Oklahoma, donde su marido ejerció la abogacía y estableció el periódico Faro. Con el tiempo se unieron a los colonos de la ciudad en trasladarse a Carmen, Oklahoma. Tras la muerte de su marido en 1916, se mudó a Norman, Oklahoma, acompañando a su hijo menor en la Universidad de Oklahoma. Vivió en Norman por el resto de su vida y mantuvo un interés en los asuntos religiosos y políticos, aunque nunca volvió a buscar puestos de elección popular. Murió dos semanas después de su 101 cumpleaños, y fue enterrada en Argonia.